# والگو (شهرستان هیو)
والگو (به لاتین: Valgu) یک منطقهٔ مسکونی در استونی است که در دهستان اماسته واقع شده‌است.